# La Cité sous la mer (téléfilm, 1971)
Pour les articles homonymes, voir La Cité sous la mer et La Cité sous la mer (film, 1965).
Pour plus de détails, voir Fiche technique et Distribution.
La Cité sous la mer (titre original : City Beneath the Sea) est un téléfilm américain réalisé par Irwin Allen et diffusé le 25 janvier 1971 sur NBC, sorti ensuite en salles en Europe. Il a pour interprètes Stuart Whitman et Rosemary Forsyth dans les rôles principaux.

## Synopsis
Au 21e siècle, la population de la cité sous-marine Pacifica principalement composée de scientifiques doit recevoir une cargaison d'or provenant de la réserve de Fort Knox. L'ancien dirigeant de cette colonie est de retour à cette occasion. Il planifie son vol alors que la cité est sous la menace d'un astéroïde venant de l'espace.

## Fiche technique
- Titre français : La Cité sous la mer
- Titre français alternatif : La Citadelle sous la mer
- Titre original : City Beneath the Sea
- Réalisation : Irwin Allen
- Scénario : John Meredyth Lucas d'après une histoire d'Irwin Allen
- Photographie : Kenneth Peach
- Montage : James Baiotto
- Musique : Richard LaSalle
- Direction artistique : Stan Jolley et Rodger Maus
- Décors : James Crane
- Création des costumes : Paul Zastupnevich
- Effets spéciaux visuels : L.B. Abbott et John C. Caldwell
- Producteur : Irwin Allen
- Producteurs associés : Sidney Marshall et George E. Swink
- Sociétés de production : Motion Pictures International - Kent Productions - Warner Bros Television
- Pays d'origine :  États-Unis
- Langue originale : anglais
- Format : Couleurs - 35 mm — 1,33:1 (télévision) / 1,85:1 (cinéma) - Mono (RCA Sound System)
- Genre : Science-Fiction
- Durée : 98 minutes
- Date de sortie :
  - États-Unis : 25 janvier 1971

## Distribution
- Stuart Whitman : Amiral Matthews
- Rosemary Forsyth : Lia Holmes
- Robert Colbert : Commandeur Patterson
- Burr DeBenning : Aguila
- Susana Miranda : Elena
- Paul Stewart : Barton
- Whit Bissell : Professeur Holmes
- Richard Basehart : Le Président
- Joseph Cotten : Docteur Ziegler
- James Darren : Docteur Talty
- Sugar Ray Robinson : Capitaine Hunter
- Larry Pennell : Bill Holmes
- William Bryant (en) : Capitaine Lunderson
- Robert Dowdell : Jeune officier
- Robert Wagner : Brett
- Edward G. Robinson Jr. : Docteur Burkson
- Sheila Mathews : Jeune blonde
- Tom Drake : Général Putnam
- Charles Dierkop : Quinn
- Johnny Lee : Tony
- Glenna Sergent : Sally
- Erik L. Nelson : Contrôleur Triton

## Production télévisuelle et cinématographique
Bien que produit pour la télévision, le téléfilm a fait l'objet d'une sortie en salles en Europe. Filmé au ratio plein écran, la copie a ensuite été recadrée au format panoramique pour les cinémas.